# Liu Chunhong

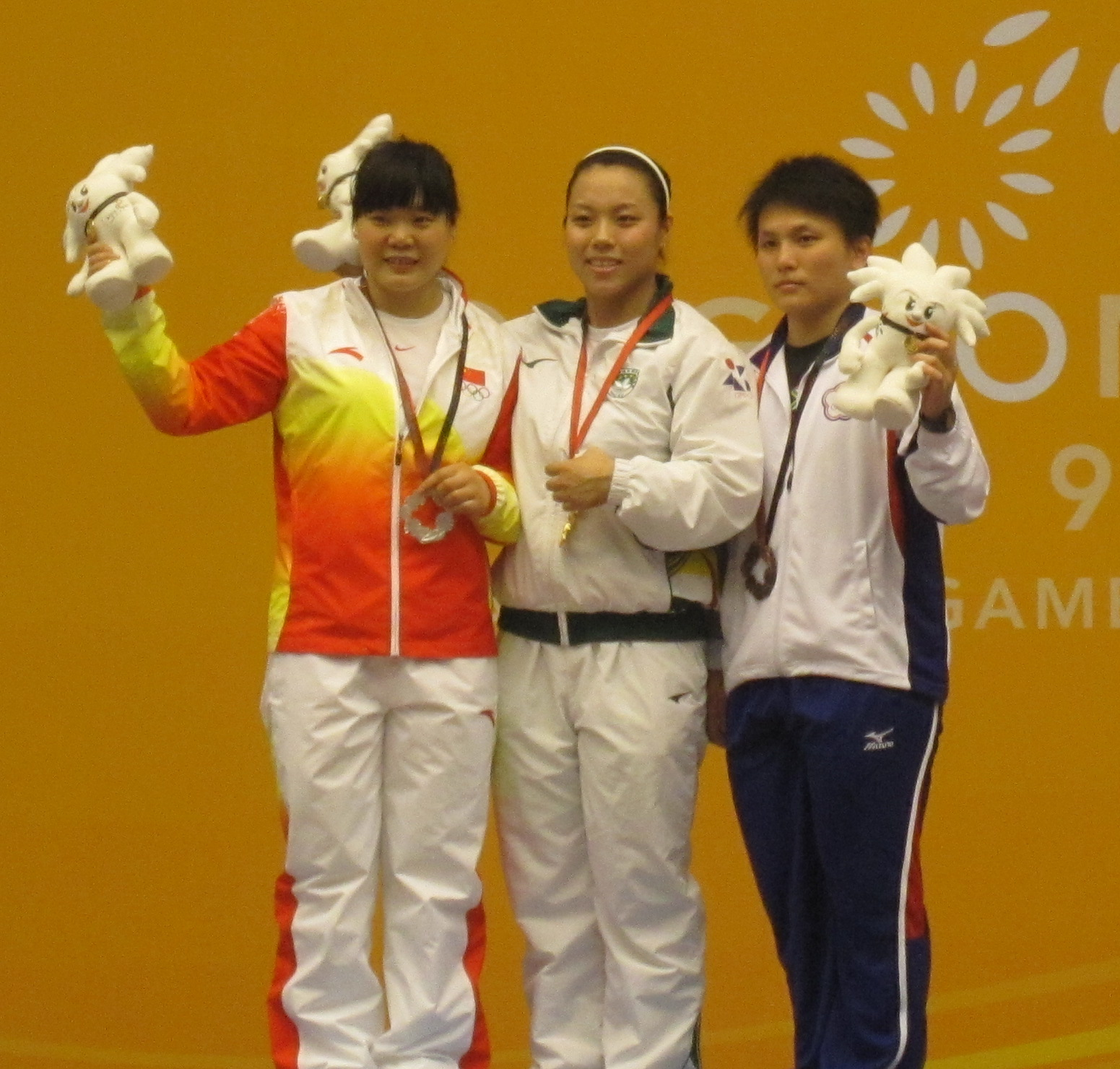
Medalhistas dos Jogos da Ásia Oriental de 2009: da esquerda para a direita, Liu Chunhong, Zhang Shaoling (Macau) e Lu Ying-chi (Taiwan)

Liu Chunhong (em chinês:  刘春红; 29 de janeiro de 1985, em Zhaoyuan [en], província de Shandong) é uma halterofilista chinesa.
Liu Chunhong começou sua trajetória esportiva como adolescente na escola de esportes da cidade de Yantai, praticando judô. No entanto, em 1996, aos 13 anos, mudou para o levantamento de peso. Graças ao seu bom desempenho em competições regionais, qualificou-se para a seleção provincial de Shandong já em 1998 e ingressou na seleção chinesa em 2002.
No mesmo ano, tornou-se campeã mundial júnior (sub-20) na categoria até 69 kg, com um total combinado de 255 kg (107,5 kg no arranque e 147,5 kg no arremesso). Ela também competiu no Campeonato Mundial, para adultos, em Varsóvia, mas falhou em suas três tentativas no arranque, ficando sem um total válido. No entanto, na prova individual de arremesso, conseguiu levantar 147,5 kg e conquistou a medalha de prata.
Em 2003, Liu Chunhong participou do Campeonato Mundial Júnior em Hermosillo, agora competindo na categoria até 75 kg. Conseguiu 260 kg (112,5 kg no arranque e 147,5 kg no arremesso), mas foi superada pela egípcia Nahla Ramadan Mohamed, que totalizou 262,5 kg (115 kg + 147,5 kg). No Campeonato Mundial de 2003, para adultos, em Vancouver, voltou a competir na categoria até 69 kg e venceu com um total combinado de 270 kg (120 kg no arranque e 150 kg no arremesso). Também venceu as provas individuais de arranque e arremesso, conquistando ambas as medalhas de ouro.
Nos Jogos Olímpicos de 2004, em Atenas, Liu Chunhong conquistou a medalha de ouro olímpica, com um total de 275 kg (122,5 kg no arranque e 152,5 kg no arremesso) na categoria até 69 kg, superando a húngara Eszter Krutzler, que totalizou 262,5 kg (117,5 kg + 145 kg).
Em 2005, venceu o Campeonato Mundial Júnior em Busan, na categoria até 75 kg, superando a russa Svetlana Podobedova, que levantou 262 kg (115 kg + 147 kg). Poucos meses depois, também venceu o Campeonato Mundial Feminino, realizado em Doha, com um total de 285 kg (126 kg no arranque e 159 kg no arremesso). No entanto, conquistou o título por ter um peso corporal menor do que a russa Natalia Zabolotnaia, que atingiu o mesmo total de 285 kg (130 kg + 155 kg).
No Campeonato Mundial de 2006, em São Domingos, Liu Chunhong conseguiu apenas 111 kg no arranque, o que ainda lhe garantiu a medalha de prata. No arremesso, falhou em suas três tentativas, ficando sem um total válido. No ano seguinte, no Campeonato Mundial de 2007, em Chiang Mai, voltou a obter um total válido e terminou com 271 kg (121 kg no arranque e 150 kg no arremesso) na categoria até 69 kg. No entanto, ficou atrás da russa Oksana Slivenko, que levantou 276 kg (120 kg + 156 kg).
Nos Jogos Olímpicos de 2008, Liu Chunhong conquistou a medalha de ouro na categoria até 69 kg, estabelecendo cinco novos recordes mundiais e olímpicos durante suas tentativas. No arranque, levantou primeiro 120 kg, garantindo a primeira colocação na prova. Depois, quebrou o recorde mundial de 123 kg, levantando 125 kg. Em seguida, superou a própria marca recém-estabelecida ao levantar 128 kg, aumentando o recorde mundial em mais três quilos. Na prova do arremesso, iniciou com 145 kg, assumindo a liderança geral, e, em sua segunda tentativa, quebrou o recorde mundial do total combinado ao levantar 149 kg, atingindo um total de 277 kg. No último levantamento, conseguiu 158 kg, estabelecendo novos recordes mundiais no arremesso e no total combinado, que chegou a 286 kg. Esse total foi 31 kg superior ao da segunda colocada, a russa Oksana Slivenko, e teria sido suficiente para vencer também na categoria até 75 kg e igualar o então recorde mundial de Svetlana Podobedova nessa divisão.
Ainda competiu no Campeonato Mundial de 2009, em Goyang, mas teve um desempenho de apenas 245 kg (110 kg no arranque e 135 kg no arremesso) na categoria até 69 kg, terminando na 4ª posição. Nos Jogos da Ásia Oriental de 2009, conquistou a medalha de prata.
Nos Jogos Asiáticos de 2010, em Cantão, tornou-se bicampeã da competição, com um total de 242 kg (110 kg + 132 kg), repetindo o feito de 2002.
Em agosto de 2016, o Comitê Olímpico Internacional (COI) anunciou o resultado da reanálise de amostras de urina dos Jogos Olímpicos de Pequim 2008, revelando que a amostra de Liu Chunhong continha substâncias proibidas, incluindo sibutramina (estimulante) e pralmorelin [en] (peptídeo liberador de hormônio do crescimento, GHRP-2). Como consequência, em 12 de janeiro de 2017, o COI anunciou a cassação de sua medalha de ouro. Posteriormente, em 31 de julho de 2017, o Tribunal Arbitral do Esporte (TAS) rejeitou o recurso de Liu Chunhong, confirmando a decisão do COI.
Ao longo de sua carreira, Liu Chunhong estabeleceu 28 recordes mundiais — oito no arranque, dez no arremesso e dez no total combinado, nas categorias até 69 kg e 75 kg. No entanto, com a desclassificação de seus resultados nas Olimpíadas, apenas os 23 recordes estabelecidos até 2007 permaneceram válidos.